# Nova (roman)
Pour les articles homonymes, voir Nova.
Nova (titre original : Nova) est un roman de science-fiction de Samuel R. Delany publié en 1968.

## Résumé
Au XXXIIe siècle, deux hommes richissimes entrent en lutte afin de s’assurer la possession de l’Illirium, la plus puissante source d’énergie de l’époque, qui est indispensable pour le voyage dans l'espace et la terraformation des planètes. L’un d’eux, Lorq von Ray, héritier d’une longue lignée de flibustiers de l’espace veut plonger au cœur d’une nova, c'est-à-dire d’une étoile en explosion, car il sait que d'énormes quantités d'énergie seront alors libérées. Ce ne sont ni la richesse ni le pouvoir qui le motivent mais une sorte de passion intérieure comme celle qui poussait le capitaine Achab à la poursuite de la baleine blanche Moby Dick.

## Base scientifique de l'intrigue
Delany utilise le terme Illirium (ou Illyrion) pour désigner l'ensemble des éléments super lourds (298 à 314) situés dans l'îlot de stabilité.

L'existence de ces éléments, non encore observés dans la nature ou synthétisés en laboratoire, est encore aujourd'hui (2008) spéculative, et demeure une pure hypothèse scientifique.

## Contexte
Nova est un roman qui introduit des protagonistes afro-descendants et de race mixte, avec l'utilisation du genre space opéra alors considéré «has been». Delany souhaite décrire un futur racial hétérogène, mais en allant plus loin que ce que Robert Heinlein avait fait dans son roman Starship Troopers (1959), dont le personnage principal est une personne de couleur. Delany place au centre de l'intrigue Lorq Von Ray, qui est sénégalais et norvégien, et the Mouse est tzigane, l'équipage du vaisseau présentant une grande diversité raciale.
L'agent littéraire Henry Morrison présente le roman à  John W. Campbell, avec l'intention de le publier sous forme de série dans la revue Analog, mais Campbell refuse sous prétexte que son public n'apprécierait pas un protagoniste noir.  Michael Moorcock de New Worlds, qui est une des figures centrales du mouvement New Wave en science-fiction refuse également. 